# Mathilde Pragerová

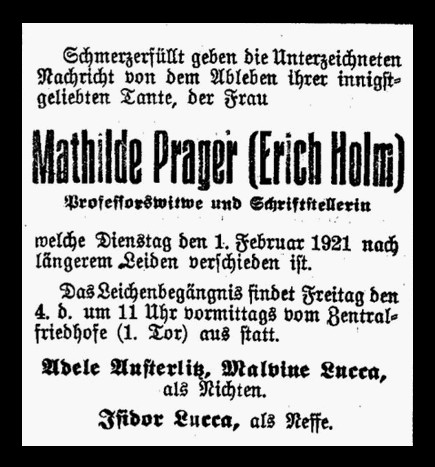
Oznámení v dobovém tisku o úmrtí Mathildy Pragerové, 1921

Mathilde Pragerová, rodným jménem Mathilde Lucka, též Lucca, pseudonym Erich Holm (3. ledna 1844 Praha – 7. února 1921 Vídeň) byla rakouská literární kritička, spisovatelka a překladatelka.

## Život
Narodila se 3. ledna 1844 v Praze jako nejmladší ze tří dcer židovského lékaře Samuela Benedikta Lucky (uváděného též jako Samuel Benedikt Lucca) a jeho ženy Therese roz. Feigelové. Při křtu dostala Mathilde Lucka druhé jméno Emilie. Velkou část dětství a mládí prožila v Mariánských Lázních, kde působil její otec jako uznávaný lázeňský lékař, který ve městě založil lékařskou ordinaci pro nemajetné lidi. Zasloužil se též o založení židovské nemocnice, kde dlouhodobě působil jako vedoucí lékař. Mathilde Lucka pobývala také v Praze, kde otec mimo sezónu vykonával lékařskou praxi jako dětský lékař.
V rodině se pěstoval zájem o literaturu a hudbu. Otec se přátelil s několika vídeňskými literáty (Franz Grillparzer, L. A. Frankl, Eduard von Bauernfeld aj.), byl členem spolku německých spisovatelů a umělců v Čechách Concordia a napsal několik básní a her. Sestra Frederike vystudovala konzervatoř a vyučovala hru na klavír, sestra Louise byla spisovatelka. Ta také probudila v Mathilde zájem o literární tvorbu.
Mathilde se v roce 1872 provdala v Praze za středoškolského profesora Moritze Josefa Pragera a před církevním obřadem konvertovala k římskokatolické církvi. Následovala manžela do Vídně, kde vyučoval, a žila s ním v IX. obvodě v ul. Hahngasse č. 9.
Po několika letech ovdověla a své literární práce podepisovala jako Mathilde Prager. Zpočátku se zabývala překlady z a do angličtiny, později přešla na skandinávské jazyky. Přeložila celé dílo dánského literárního historika Georga Brandese, sbírku novel a literárněvědních spisů norského dramatika Henrika Ibsena a vypracovala se na uznávanou literární kritičku.
S oběma autory, kteří byli v popředí jejího překladatelského zájmu udržovala dlouhodobou korespondenci. Později k nim přibyl ještě dánský prozaik a básník Jeppe Aakjær, jehož román Vredens born (Děti hněvu) přeložila do němčiny pod názvem Die Kinder Des Zorns.
Přispívala do časopisů Magazin für die Literatur des In- und Auslandes, Neue Freie Presse, Gegenwart, Neue Revue, Nation aj., většinou již pod pseudonymem Erich Holm.
Zemřela ve Vídni 7. února 1921 ve věku 77 let; je pohřbena na Vídeňském ústředním hřbitově (Wiener Zentralfriedhof).

## Dílo

### Překlady
- Jonas Lie: Thomas Ross und Ein Mahlstrom
- Werner von Heidenstam: Endymion
- Clara Tschudi: Eugenie, Kaiserin der Franzosen
- August Strindberg: Die Leute auf Hemsö
- Jeppe Aakjær: Die Kinder Des Zorns

### Články v časopisuNeues Frauenleben(pod pseud. Erich Holm)
- ? Strindberg, August: Gläubiger. Tragikomödie in 1 Aufzug (ÖNB: 410.411-A.Per.4103)
- 1890 Strindberg, August: Neue Novellen (ÖNB: 1703481-B)
- 1893 Strindberg, August: Die Schlüssel des Himmelreichs oder Sanct Peters Wanderung auf Erden. Märchenspiel in 5 Akten (ÖNB: 844.700-B)
- 1906 Henrik Ibsens politisches Vermächtnis. Studien zu den vier letzten Dramen des Dichters (ÖNB: 444.804-B)
- 1910 Henrik Ibsens politisches Vermächtnis. Studien zu den vier letzten Dramen des Dichters, 2. díl (ÖNB: 498.562-B)
- 1919 Brandes, Georg: Miniaturen (ÖNB: 531659-B)
- 1920 Brandes, Georg: Der Tragödie zweiter Teil. Der Friedensschluss (ÖNB: 531248-B.4)
- 1921 Strindberg, August: Der romantische Küster auf Ranö (ÖNB: 508.637-B.Per.288)
- 1921 Strindberg, August: Schärenleute (ÖNB: 508.637-B.Per.332)
- 1922 Brandes, Georg: Goethe (spolupráce: Emilie Stein), 2. díl (ÖNB: 540984-B)